# Антверпенское кружево

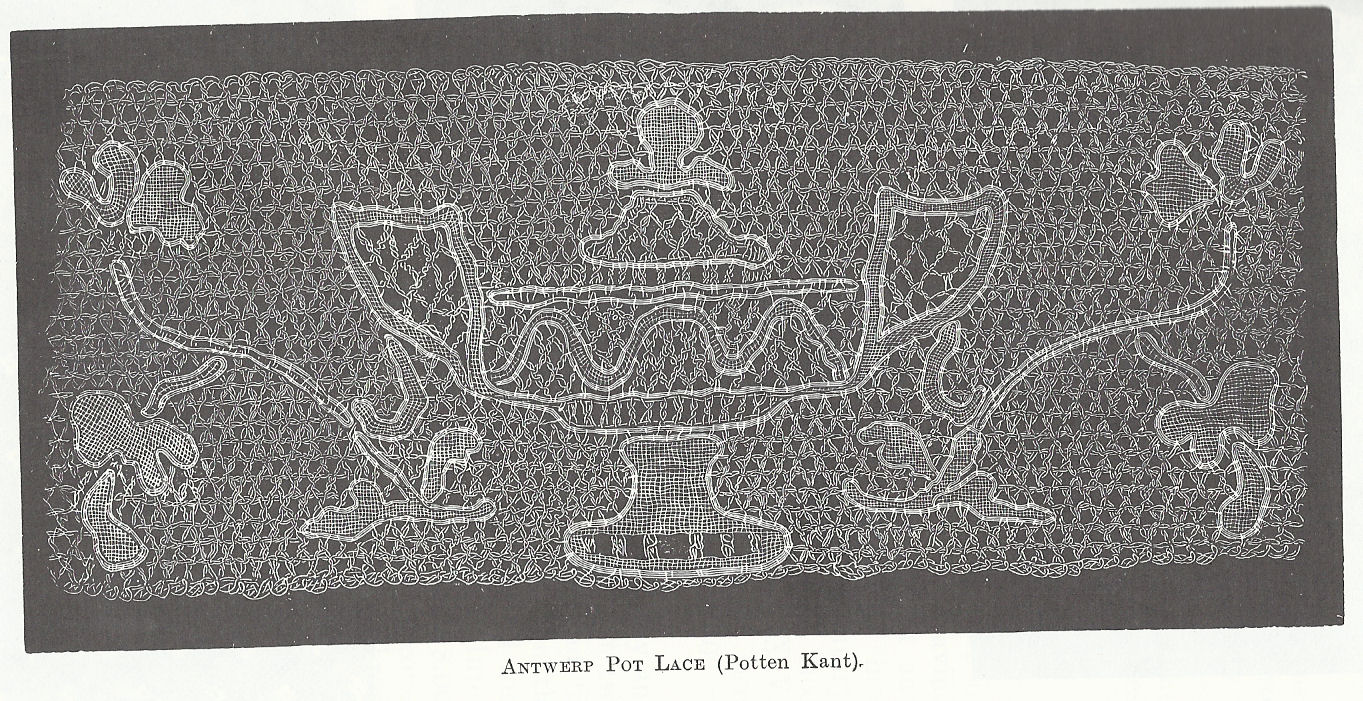
Антверпенское кружево (Potten Kant)

Антве́рпенское кру́жево — коклюшечное кружево, отличающееся стилизованными мотивами цветочных горшков на фоне мелких шестиконечных звёздочек. 

## История
Кружево возникло в Антверпене (современная Бельгия) и производилось уже в XVI веке. В 1585 году производство было приостановлено, так как голландцы закрыли для судоходства реку Шельда из-за того, что Антверпен перешел под контроль Испании.  
В XVII веке кружевоплетением занималось примерно 50 % населения города. К 1698 году антверпенское кружево было известно в Англии. Кружево выполнялось на испанский экспорт, однако, когда этот рынок прекратился, оно сохранилось в традиционной одежде среди крестьян, живущих в окрестностях Антверпена. На протяжении XVIII—XIX веков в основном использовалось для отделки шляп. 

## Описание
Кружево является непрерывным (то есть оно выполнялось одним куском на кружевной подушке). Из-за своего повторяющегося мотива оно также известно как Pot Lace (на голландском языке — Pottenkant или Potten Kant). Есть утверждения, что цветы были изображением лилий Благовещения — однако цветочные орнаменты не ограничивались только ими. Резо (мозаичный фон основного рисунка) варьируется от шестиугольников, как у мехельнского кружева, до шестиконечных звёзд.
В целом, антверпенское кружево похоже на мехельнское кружево, которое также производилось в Антверпене, однако оно более прочное и тяжёлое. «Кордон» (плоская нить, очерчивающая узор) антверпенского кружева схож с мехельнским кружевом и кружевом «бинш» — однако оцепление антверпенского кружева прочное и довольно грубое.